# Amédée Denisse
Pierre Joseph Amédée Raphaël Clari Denisse (10. prosince 1827, Gironde – 11. května 1905) byl francouzský fotograf, pyrotechnik a vynálezce. Zkoumal možnosti fotografovat aparátem, který byl připevněn k raketě, aby mohl získat fotografické snímky i na velké vzdálenosti.

## Život a dílo
V roce 1888 vyvinul raketu s fotoaparátem a padákem. Začala se psát historie žánru pojmenovaného „raketová fotografie“, která byla součástí fotografie ze vzduchu. Jednalo se o návrh fotoaparátu s dvanácti objektivy, který se připevňoval na špičku rakety. Poté, co byl film naexponován, měl být fotoaparát spuštěn na padáku na zem. Není však známo, zda byla tato raketa skutečně postavena.
Raketovou fotografii později používal také fyzik Alfred Nobel v roce 1897. Uplatnit raketovou fotografii v praxi podle svých představ se mu však nikdy nepodařilo.

## Galerie

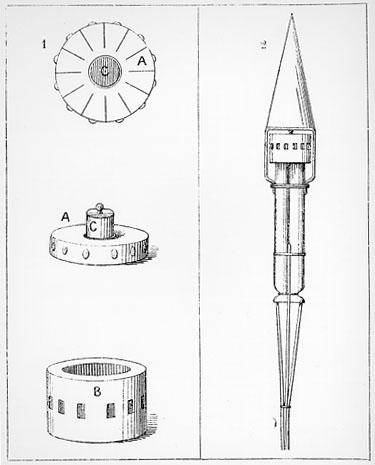
Denissova raketová kamera s dvanácti objektivy